# Catherine Dimech
Catherine Dimech (* 14. Mai 1965, geborene Catherine Meli) ist eine maltesische Badmintonspielerin. 

## Karriere
Catherine Dimech gewann auf Malta über 40 nationale Titel bei den Junioren und bei den Erwachsenen. 1991 nahm sie sowohl im Dameneinzel als auch im Damendoppel an den Badminton-Weltmeisterschaften teil.

## Sportliche Erfolge
| Saison | Veranstaltung                  | Disziplin   | Platz | Name                                  |
| ------ | ------------------------------ | ----------- | ----- | ------------------------------------- |
| 1980   | Malta: Juniorenmeisterschaften | Damendoppel | 1     | C. Zammit / Catherine Meli            |
| 1981   | Malta: Juniorenmeisterschaften | Mixed       | 1     | J. Verzin / Catherine Meli            |
| 1981   | Malta: Juniorenmeisterschaften | Damendoppel | 1     | M. Zerafa / Catherine Meli            |
| 1982   | Malta: Juniorenmeisterschaften | Mixed       | 1     | J. Verzin / Catherine Meli            |
| 1983   | Malta: Juniorenmeisterschaften | Damendoppel | 1     | M. Terafa / Catherine Meli            |
| 1983   | Malta: Juniorenmeisterschaften | Mixed       | 1     | P. Darmanin / Catherine Meli          |
| 1987   | Malta: Einzelmeisterschaften   | Damendoppel | 1     | Joyce Abdilla / Catherine Meli        |
| 1988   | Malta: Einzelmeisterschaften   | Damendoppel | 1     | Catherine Meli / Marcelle Chircop     |
| 1988   | Malta: Einzelmeisterschaften   | Mixed       | 1     | Kenneth Vella / Catherine Meli        |
| 1989   | Malta: Einzelmeisterschaften   | Damendoppel | 1     | Catherine Meli / Marcelle Chircop     |
| 1989   | Malta: Einzelmeisterschaften   | Mixed       | 1     | Kenneth Vella / Catherine Meli        |
| 1990   | Malta: Einzelmeisterschaften   | Dameneinzel | 1     | Catherine Dimech                      |
| 1990   | Malta: Einzelmeisterschaften   | Mixed       | 1     | Kenneth Vella / Catherine Dimech      |
| 1990   | Malta: Einzelmeisterschaften   | Damendoppel | 1     | Catherine Dimech / Marcelle Chircop   |
| 1991   | Malta: Einzelmeisterschaften   | Mixed       | 1     | Kenneth Vella / Catherine Dimech      |
| 1991   | Malta: Einzelmeisterschaften   | Damendoppel | 1     | Catherine Dimech / Shirley Cefai      |
| 1992   | Malta: Einzelmeisterschaften   | Damendoppel | 1     | Catherine Dimech / Suzanne Privitelli |
| 1993   | Malta: Einzelmeisterschaften   | Damendoppel | 1     | Catherine Dimech / Joanne Grech       |
| 1993   | Malta: Einzelmeisterschaften   | Mixed       | 1     | Kenneth Vella / Catherine Dimech      |
| 1994   | Malta: Einzelmeisterschaften   | Damendoppel | 1     | Catherine Dimech / Joanne Grech       |
| 1994   | Malta: Einzelmeisterschaften   | Mixed       | 1     | Kenneth Vella / Catherine Dimech      |
| 1995   | Malta: Einzelmeisterschaften   | Damendoppel | 1     | Catherine Dimech / Joanne Grech       |
| 1995   | Malta: Einzelmeisterschaften   | Mixed       | 1     | Kenneth Vella / Catherine Dimech      |
| 1996   | Malta: Einzelmeisterschaften   | Damendoppel | 1     | Catherine Dimech / Joanne Grech       |
| 1996   | Malta: Einzelmeisterschaften   | Mixed       | 1     | Kenneth Vella / Catherine Dimech      |
| 1997   | Malta: Einzelmeisterschaften   | Mixed       | 1     | Kenneth Vella / Catherine Dimech      |
| 1997   | Malta: Einzelmeisterschaften   | Damendoppel | 1     | Catherine Dimech / Joanne Grech       |
| 1998   | Malta: Einzelmeisterschaften   | Mixed       | 1     | Kenneth Vella / Catherine Dimech      |
| 1998   | Malta: Einzelmeisterschaften   | Damendoppel | 1     | Catherine Dimech / Joanne Grech       |
| 1999   | Malta: Einzelmeisterschaften   | Damendoppel | 1     | Catherine Dimech / Joanne Grech       |
| 2000   | Malta: Einzelmeisterschaften   | Damendoppel | 1     | Catherine Dimech / Joanne Cassar      |
| 2002   | Malta: Einzelmeisterschaften   | Damendoppel | 1     | Catherine Dimech / Joanne Cassar      |
| 2002   | Malta: Einzelmeisterschaften   | Mixed       | 1     | Catherine Dimech / Kenneth Vella      |
| 2003   | Malta: Einzelmeisterschaften   | Damendoppel | 1     | Catherine Dimech / Joanne Cassar      |
| 2003   | Malta: Einzelmeisterschaften   | Mixed       | 1     | Catherine Dimech / Kenneth Vella      |
| 2004   | Malta: Einzelmeisterschaften   | Damendoppel | 1     | Catherine Dimech / Joanne Cassar      |
| 2005   | Malta: Einzelmeisterschaften   | Damendoppel | 1     | Catherine Dimech / Joanne Cassar      |
| 2006   | Malta: Einzelmeisterschaften   | Damendoppel | 1     | Catherine Dimech / Joanne Cassar      |
| 2007   | Malta: Einzelmeisterschaften   | Mixed       | 1     | Kenneth Vella / Catherine Dimech      |
| 2008   | Malta: Einzelmeisterschaften   | Damendoppel | 1     | Catherine Dimech / Joanne Cassar      |
| 2009   | Malta: Einzelmeisterschaften   | Damendoppel | 1     | Catherine Dimech / Joanne Cassar      |